# Soběslavsko
Soběslavsko je mikroregion v okresu Tábor, jeho sídlem je Soběslav a jeho cílem je ochrana společných zájmů a zmnožení sil a prostředků při prosazování záměrů přesahujících svým rozsahem a významem účastnickou obec. Sdružuje celkem 13 obcí a byl založen v roce 2004.

## Obce sdružené v mikroregionu
- Soběslav
- Dráchov
- Hlavatce
- Klenovice
- Komárov
- Mezná
- Myslkovice
- Přehořov
- Roudná
- Sedlečko u Soběslavě
- Skalice
- Vlastiboř
- Vesce